# John F. Cowell
John Francis Cowell (3 de marzo de 1852 - 2 de mayo de 1915) fue un botánico estadounidense. Fue el primer director del Buffalo and Erie County Botanical Gardens.

## Biografía
Cowell nació en Wrentham (Massachusetts), y estudió Derecho en Boston.
Cowell practicó la abogacía en St. Paul (Minnesota) y se trasladó a Buffalo (Nueva York) en 1874. Fue el rector y profesor de Botánica de la Universidad de Buffalo antes de aceptar el cargo de director del Jardín Botánico de Buffalo en 1894.
Murió de un ataque al corazón, a las 5.20 mientras recolectaba plantas en East Aurora, Nueva York.

## Honores

### Eponimia
- (Polygalaceae) Polygala cowellii S.F.Blake[2]
- La abreviatura «J.F.Cowell» se emplea para indicar a John F. Cowell como autoridad en la descripción y clasificación científica de los vegetales.[3]